# Municipio 1 (Nebraska)
El municipio 1 (en inglés: Township 1) es un municipio ubicado en el condado de Washington en el estado estadounidense de Nebraska. En el año 2010 tenía una población de 3894 habitantes y una densidad poblacional de 27,32 personas por km².

## Geografía
Según la Oficina del Censo de los Estados Unidos, el municipio tiene una superficie total de 142.54 km², de la cual 140.06 km² corresponden a tierra firme y (1.74%) 2.48 km² es agua.

## Demografía
Según el censo de 2010, había 3894 personas residiendo en el municipio 1. La densidad de población era de 27,32 hab./km². De los 3894 habitantes, el municipio 1 estaba compuesto por el 96.94% blancos, el 1.08% eran afroamericanos, el 0.23% eran amerindios, el 0.21% eran asiáticos, el 0.05% eran isleños del Pacífico, el 0.23% eran de otras razas y el 1.26% pertenecían a dos o más razas. Del total de la población el 1.57% eran hispanos o latinos de cualquier raza.